# Adolf Taimi
Adolf Pietarinpoika Taimi (hed indtil 1908 Vasten), (født 3. oktober 1881 i Sankt Petersborg, død 1955 i Sovjetunionen) var en finsk metalarbejder og politiker.
Han blev født af finske forældre og blev metalarbejder i 15 års alderen. Han sluttede sig til Ruslands socialistiske arbejderparti i 1902 og deltog i partiets undergrundsvirksomhed i Sankt Petersborg. Hans blev indvalgt i byens arbejderråd som repræsentant for Putilovværket.
I 1907 sendte partiet ham til Finland for at agitere blandt russiske matroser. Han havde held til at undgå lovens lange arm og flygte til Belgien og Sverige. Da en plan om et væbnet oprør blev afsløret i 1912 blev han sendt til Sibirien. I 1915 blev han løsladt. Han deltog i kampene under februarrevolutionen i Petrograd. Herefter sendte Molotov ham til Helsinki for at etablere og varetage forbindelserne mellem Finlands Socialdemokratiske Parti og de derværende russiske tropper. Han oprettede bl.a. sin egen røde garde i Helsinki, som ikke stod under partiets kommando. Under den finske borgerkrig blev han udpeget til at være folkekommissær for indenrigsforhold. I praksis betød det at han havde ansvar for transport af de røde garders tropper.
Efter krigen flygtede han til Rusland. Han deltog i grundlæggelsen af Finlands kommunistiske parti. I årene 1922-23 og 1927-28 udførte han undergrundsarbejde i Finland. Han blev anholdt og dømt til 15 års fængsel. Efter vinterkrigen blev han frigivet sammen med Toivo Antikainen efter anmodning fra Sovjetunionen.
Han blev medlem af Den Øverste Sovjet i Sovjetunionen og ordfører i den Karelsk-finske sovjetrepubliks øverste sovjet.